# Fotografia (gioco di carte)
Fotografia è un gioco di carte.

## Regole

### Distribuzione delle carte
Di solito dopo aver mescolato le carte e fatto tagliare il mazzo dal giocatore alla sua sinistra (che solleva un numero a piacere di carte facendo due mazzetti), il mazziere ricompone il mazzo (il mazzetto "sollevato" viene coperto da quello rimasto) distribuisce in senso antiorario tre carte coperte per ciascun giocatore, ed ancora tre al centro del tavolo. Il rimanente del mazzo lo tiene da parte coperto. Non vi è un limite al numero di giocatori ma nel caso si usi un singolo mazzo non si dovrebbe superare il limite di 9.

### Valori delle carte
Le figure hanno tutte il loro valore (il re vale 10, il cavallo 9 e così via).

### Giocata
Il giocatore alla destra del mazziere inizia il gioco. Per vincere è necessario avere in mano un valore assoluto pari alla somma delle tre carte a tavola. A seconda del valore alto o basso delle carte in suo possesso il giocatore può decidere di cambiarne una al momento opportuno, o di uscire (temporaneamente) dal gioco nel caso non abbia un punteggio adeguato. Nel caso tutti dovessero passare, il mazziere (rimasto potenzialmente in gioco), chiede se qualcuno decide di riprendere le carte, e senza cambiare più la carta, si scoprone le stesse per verificare il punteggio.
È possibile realizzare vari punteggi in questo gioco, i quali comporteranno una graduatoria al fine della vittoria assoluta.
La graduatoria per vincere è la seguente:
- 1º Posto Fotografia Il punteggio preciso raggiunto con tre carte uguali a quelle che sono a tavola e con lo stesso valore.
- 2º Posto Punto (Raggiunto con tre carte diverse ma di uguale valore)
- 3º Posto Punto Sopra (Un valore maggiore del punteggio precisato di un'unità)
- 4º Posto Punto Sotto (Un valore minore del punteggio precisato di un'unità)

Variante a scelta nel punteggio:
TRE carte uguali TRIS (es: tre ASSI, oppure tre SETTE, ecc.), superano il 2º posto ("Punto") ma non superano mai "Fotografia".

### Alcuni esempi
Se si ha a tavola rispettivamente: 

10d 7c 5b
Per realizzare Fotografia si dovrà avere una combinazione qualsiasi che sia 10, 7, 5.

Per realizzare Punto si dovrà avere una combinazione la cui somma dia 10+7+5 (22).

Per realizzare Punto Sopra o Punto Sotto sarà sufficiente avere una combinazione la cui somma dia 10+7+5 (22) + o - 1 (o 2, 3, ecc).